# Erodium salzmannii
Erodium salzmannii är en näveväxtart. Erodium salzmannii ingår i släktet skatnävor, och familjen näveväxter.

## Underarter
Arten delas in i följande underarter:
- E. s. salzmannii
- E. s. tocranum